# Friedrich August von Harrach-Rohrau

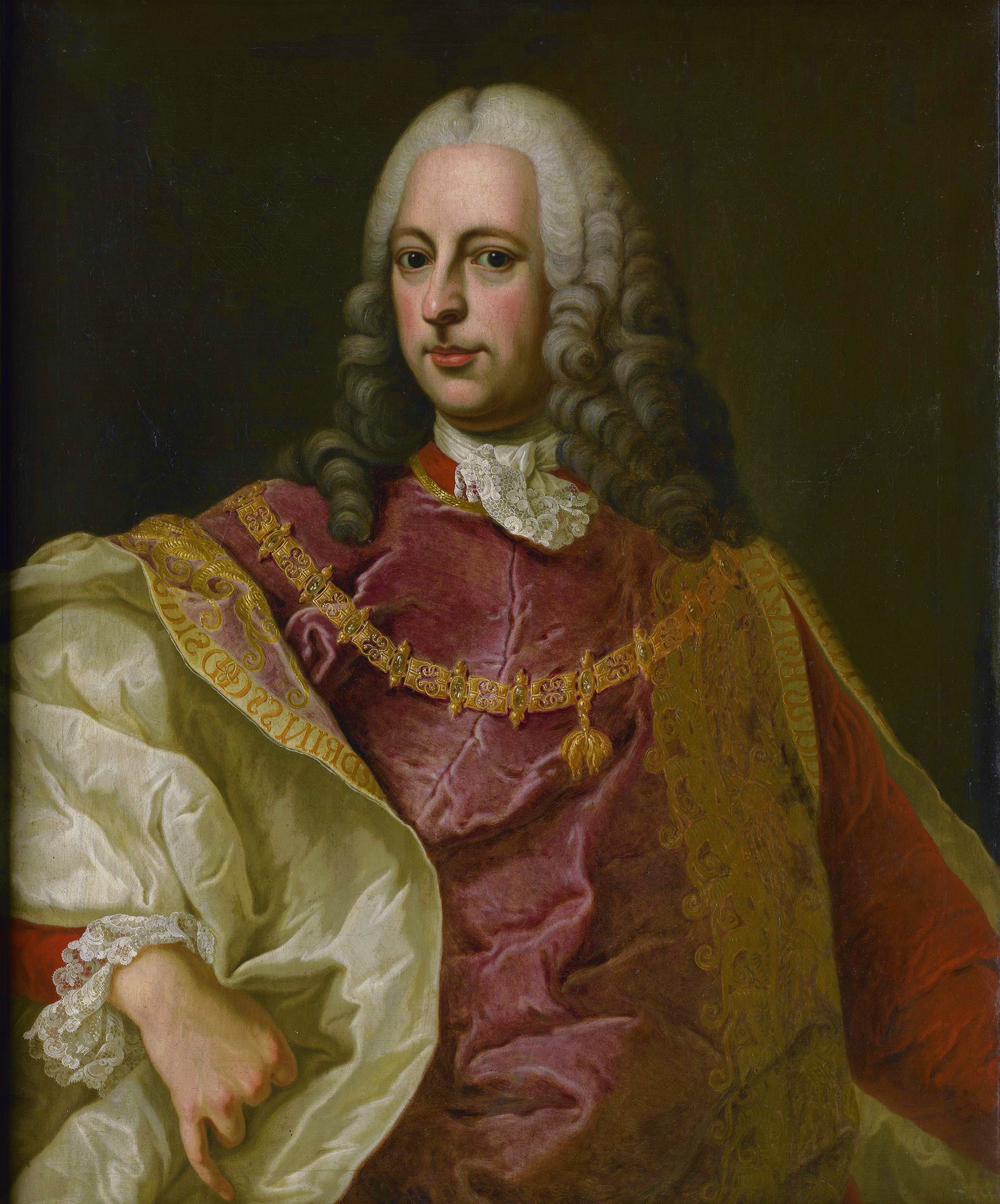
Bedrich August von Harrach

Friedrich August Gervasius Protasius Graf von Harrach zu Rohrau und Thannhausen (* 18. Juni 1696 in Wien; † 4. Juni 1749 ebenda) war ein Diplomat im Dienst der Habsburger, Statthalter und Gouverneur der Österreichischen Niederlande, zuletzt Landmarschall von Niederösterreich.

## Herkunft und Lebensweg
Er war der Sohn des Staatsmannes und Industriellen Aloys Thomas Raymund Graf von Harrach (1669–1742) und seiner zweiten Frau Anna Cäcilia von Thannhausen und Enkel des Diplomaten und Obersthofmeister Ferdinand Bonaventura Graf von Harrach (1637–1706), Vertrauter von Kaiser Leopold I. Friedrich August Gervas war seit 1720 im diplomatischen Dienst als Reichshofrat, 1726 Gesandter in Turin, von 1728 bis 1733 kurböhmischer Gesandter beim Reichstag in Regensburg, seit 1733 Statthalter und von 1741 bis 1744 Gouverneur der Österreichischen Niederlande. Zuletzt 1744 bis 1745 war er Landmarschall von Niederösterreich. 1745 unterzeichnete er als Oberster Kanzler von Böhmen den Frieden von Dresden. Er war der letzte der dieses Amt bis 1749 bekleidete.
Er wurde 1741 Ritter des Ordens vom Goldenen Vlies (Nr. 722).
Die kleine Ortschaft Friedrichsthal (Bedrichov) im Riesengebirge, heute ein Ortsteil von Spindlermühle, ist nach ihm benannt.

## Nachkommen
Am 5. Februar 1719 heiratete er Maria Eleonore Karolina von und zu Liechtenstein (* 1703; † ca. 18. Juli 1757), Tochter des Anton Florian Fürst von und zu Liechtenstein. Folgende 16 Kinder wurden geboren:
- Franz Anton (* 13. Mai 1720; † 25. März 1724)
- Maria Rosa (* 20. August 1721; † 29. August 1785) ⚭ Ferdinand Bonaventura II. von Harrach (1708–1778)
- Johann Joseph (* 18. September 1722; † 8. Dezember 1746)
- Ernst Guido (* 8. September 1723; † 3. März 1783), Großindustrieller; ⚭ Maria Josepha von Dietrichstein-Proskau (* 2. November 1736; † 21. Dezember 1799)
- Maria Anna (* 27. April 1725; † 29. April 1780) ⚭ Nikolaus Sebastian von Lodron (* 17. Oktober 1719; † 30. März 1792)
- Anna Viktoria (* vor 29. November 1726; † 6. Jänner 1746)
- Maria Josefa (* 20. November 1727; † 15. Februar 1788) ⚭ I. 1744 Johann Nepomuck Karl Fürst von und zu Liechtenstein (1724–1748); ⚭ II. 1752 Josef Maria Karel von Lobkowicz (* 8. Jänner 1724; † 5. März 1802)
- Maximilian Joseph (* 13. September 1729; † 6. März 1730)
- Bonaventura Maria (* 20. März 1731; † 14. Februar 1794)
- Ignaz Ludwig (* 2. Oktober 1732; † 11. März 1753)
- Franz Xaver (* 2. Oktober 1732; † 15. Februar 1781) ⚭ Maria Rebecca Gräfin von Hohenems (* 16. April 1742; † 19. April 1806)
- Johann Leopold (* 12. Dezember 1733; † 27. September 1734)
- Maria Elisabeth (* 19. Mai 1735; † 9. Juni 1735)
- Ferdinand (* 4. Jänner 1737; † 27. März 1748)
- Johann Nepomuk Ernst (* 20. Mai 1738; † 17. Dezember 1739)
- Maria Christina (* 24. Juli 1740; † 27. November 1791)